# Mistrzostwa Świata w Hokeju na Lodzie Kobiet 2015/II Dywizja
Mistrzostwa Świata w Hokeju na Lodzie Kobiet II dywizji 2015 odbyły się w dwóch państwach: we brytyjskim (Dumfries) oraz w hiszpańskiej miejscowości Jaca. Zawody rozegrano pomiędzy 30 marca - 5 kwietnia 2015 dla grupy A oraz 7 - 13 marca 2015 dla grupy B.
Turniej kwalifikacyjny odbył się w Hongkongu (18-21 lutego).
W mistrzostwach świata drugiej dywizji uczestniczyło 12 zespołów, które podzielono na dwie grupy po 6 zespołów. Rozegrały one mecze systemem każdy z każdym. Zwycięzca turnieju grupy A awansował do mistrzostw świata pierwszej dywizji grupy B w 2016 roku, ostatni zespół grupy A w 2016 roku zagra w grupie B, zastępując zwycięzcę turnieju grupy B. Najsłabsza drużyna grupy B spadła do kwalifikacji drugiej dywizji.
Hale, w których odbędą się zawody to:
- Dumfries Ice Bowl (Dumfries)
- Pabellón de Hielo (Jaca)
- Hong Kong Mega Ice (Hongkong)

## Grupa A
| Sędziowie główni - Kristine Morrison - Radka Růžičková - Kyoko Ugajin - Jana Zujewa | Liniowi - Melanie Bauer - Marine Dinant - Elise Hauan - Leigh Hetherington - Jenni Jaatinen - Tatiana Kasášová - Amy Lack |

Wyniki
| 30 marca 2015 | Chorwacja | 3:10 | Polska | Dumfries Ice Bowl, Dumfries |

| Szczegóły      | Szczegóły                                                                        | Szczegóły       | Szczegóły | Szczegóły                              |
| -------------- | -------------------------------------------------------------------------------- | --------------- | --- | -------------------------------------- |
| Godzina: 13:00 | M. Smolec (EQ) 05:11 D. Kruselj Posaveć (EQ) 14:02 D. Kruselj Posaveć (EQ) 20:48 | (2:1, 1:4, 0:5) | 15:38 (EQ) K. Frąckowiak 28:29 (EQ) K. Późniewska 33:51 (PP) M. Czaplik 35:49 (PP) M. Czaplik 38:49 (EQ) K. Wieczorek 40:27 (PP) M. Czaplik 44:31 (EQ) Późniewska 48:45 (SH) K. Frąckowiak 51:44 (SH) K. Wieczorek 59:14 (EQ) K. Późniewska | Widzów: 450 Sędzia główny: Jana Zujewa |
| Godzina: 13:00 | 12 min. kar                                                                      |                 | 12 min. kar | Widzów: 450 Sędzia główny: Jana Zujewa |

| 30 marca 2015 | Korea Południowa | 0:2 | Kazachstan | Dumfries Ice Bowl, Dumfries |

| Szczegóły      | Szczegóły  | Szczegóły       | Szczegóły                                    | Szczegóły                                    |
| -------------- | ---------- | --------------- | -------------------------------------------- | -------------------------------------------- |
| Godzina: 16:00 |            | (0:0, 0:1, 0:1) | 21:51 (EQ) M. Ryspek 42:46 (EQ) O. Konyszewa | Widzów: 175 Sędzia główny: Kristine Morrison |
| Godzina: 16:00 | 2 min. kar |                 | 8 min. kar                                   | Widzów: 175 Sędzia główny: Kristine Morrison |

| 30 marca 2015 | Wielka Brytania | 8:1 | Nowa Zelandia | Dumfries Ice Bowl, Dumfries |

| Szczegóły      | Szczegóły | Szczegóły       | Szczegóły             | Szczegóły                                  |
| -------------- | --- | --------------- | --------------------- | ------------------------------------------ |
| Godzina: 19:30 | K. Henry (PP) 01:36 C. Newman (PP) 05:46 L. Adams (EQ) 07:03 L. Adams (EQ) 35:00 L. Ganney (EQ) 35:39 J-L. Bloom (EQ) 45:13 K. Henry (PP) 50:18 K. Henry (EQ) 54:09 | (3:0, 2:0, 3:1) | 44:20 (EQ) A. Thakker | Widzów: 360 Sędzia główny: Radka Růžičková |
| Godzina: 19:30 | 20 min. kar |                 | 24 min. kar           | Widzów: 360 Sędzia główny: Radka Růžičková |

| 31 marca 2015 | Kazachstan | 4:1 | Polska | Dumfries Ice Bowl, Dumfries |

| Szczegóły      | Szczegóły                                                                                | Szczegóły       | Szczegóły                | Szczegóły                               |
| -------------- | ---------------------------------------------------------------------------------------- | --------------- | ------------------------ | --------------------------------------- |
| Godzina: 13:00 | M. Ryspek (EQ) 04:50 K. Felzink (EQ) 09:59 Z. Tuchtiewa (EQ) 32:34 T. Korolewa (EQ)49:31 | (2:0, 1:1, 1:0) | 32:34 (EQ) K. Późniewska | Widzów: 483 Sędzia główny: Kyoko Ugajin |
| Godzina: 13:00 | 14 min. kar                                                                              |                 | 12 min. kar              | Widzów: 483 Sędzia główny: Kyoko Ugajin |

| 31 marca 2015 | Nowa Zelandia | 2:4 | Chorwacja | Dumfries Ice Bowl, Dumfries |

| Szczegóły      | Szczegóły                                               | Szczegóły       | Szczegóły                                                                                           | Szczegóły                                  |
| -------------- | ------------------------------------------------------- | --------------- | --------------------------------------------------------------------------------------------------- | ------------------------------------------ |
| Godzina: 16:30 | J. Horner-Pascoe (EQ) 06:17 J. Horner-Pascoe (EQ) 23:13 | (1:1, 1:1, 0:2) | 11:58 (EQ) A. Kadijević 26:35 (EQ) A. Kadijević 55:25 (PP) D. Krušelj Posavec 59:19 (EN) E. Filipec | Widzów: 189 Sędzia główny: Radka Růžičková |
| Godzina: 16:30 | 12 min. kar                                             |                 | 10 min. kar                                                                                         | Widzów: 189 Sędzia główny: Radka Růžičková |

| 31 marca 2015 | Wielka Brytania | 3:1 | Korea Południowa | Dumfries Ice Bowl, Dumfries |

| Szczegóły      | Szczegóły                                                      | Szczegóły       | Szczegóły          | Szczegóły                                    |
| -------------- | -------------------------------------------------------------- | --------------- | ------------------ | -------------------------------------------- |
| Godzina: 20:00 | C. Newman (EQ) 05:12 L. Ganney (EQ) 05:28 C. Newman (EQ) 37:12 | (2:1, 1:0, 0:0) | 10:54 (EQ) Choi J. | Widzów: 362 Sędzia główny: Kristine Morrison |
| Godzina: 20:00 | 10 min. kar                                                    |                 | 12 min. kar        | Widzów: 362 Sędzia główny: Kristine Morrison |

| 2 kwietnia 2015 | Kazachstan | 10:0 | Nowa Zelandia | Dumfries Ice Bowl, Dumfries |

| Szczegóły      | Szczegóły | Szczegóły       | Szczegóły   | Szczegóły                        |
| -------------- | --- | --------------- | ----------- | -------------------------------- |
| Godzina: 13:00 | D. Moldabai (PP) 07:21 M. Tursynowa (EQ) 10:54 K. Felzink (EQ) 14:26 A. Fux (EQ) 15:31 A. Fux (PP) 31:35 M. Ryspek (EQ) 31:55 M. Tursynowa (PP) 43:40 N. Filimonowa (EQ) 44:46 M. Ryspek (PP) 58:31 Z. Tuchtiewa (EQ) 59:36 | (4:0, 2:0, 4:0) |             | Sędzia główny: Kristine Morrison |
| Godzina: 13:00 | 8 min. kar |                 | 10 min. kar | Sędzia główny: Kristine Morrison |

| 2 kwietnia 2015 | Korea Południowa | 4:3 pk. | Polska | Dumfries Ice Bowl, Dumfries |

| Szczegóły      | Szczegóły                                                                 | Szczegóły                 | Szczegóły                                                                  | Szczegóły                              |
| -------------- | ------------------------------------------------------------------------- | ------------------------- | -------------------------------------------------------------------------- | -------------------------------------- |
| Godzina: 16:30 | Jo S. (PP) 24:30 Park J. (PP) 30:33 Park J. (EQ) 35:31 Choi J. (SO) 65:00 | (0:1, 3:1, 0:1, 0:0, 1:0) | 10:16 (PP) K. Późniewska 24:44 (EQ) K. Późniewska 45:39 (EQ) K. Późniewska | Widzów: 146 Sędzia główny: Jana Zujewa |
| Godzina: 16:30 | 14 min. kar                                                               |                           | 10 min. kar                                                                | Widzów: 146 Sędzia główny: Jana Zujewa |

| 2 kwietnia 2015 | Wielka Brytania | 8:1 | Chorwacja | Dumfries Ice Bowl, Dumfries |

| Szczegóły      | Szczegóły | Szczegóły       | Szczegóły             | Szczegóły                               |
| -------------- | --- | --------------- | --------------------- | --------------------------------------- |
| Godzina: 20:00 | J-L. Bloom (EQ) 23:48 C. Newman (EQ) 23:56 N. Aldridge (EQ) 26:29 C. Newman (EQ) 33:14 K. Henry (EQ) 34:48 S. Allen (PP) 44:13 K. Henry (EQ) 56:54 K. Gale (EQ) 59:07 | (0:1, 5:0, 3:0) | 18:59 (EQ) E. Filipec | Widzów: 303 Sędzia główny: Kyoko Ugajin |
| Godzina: 20:00 | 10 min. kar |                 | 8 min. kar            | Widzów: 303 Sędzia główny: Kyoko Ugajin |

| 4 kwietnia 2015 | Nowa Zelandia | 0:3 | Korea Południowa | Dumfries Ice Bowl, Dumfries |

| Szczegóły      | Szczegóły   | Szczegóły       | Szczegóły                                           | Szczegóły                               |
| -------------- | ----------- | --------------- | --------------------------------------------------- | --------------------------------------- |
| Godzina: 13:00 |             | (0:1, 0:2, 0:0) | 15:53 (EQ) Ko H. 28:24 (EQ) Choi 28:54 (EQ) Park J. | Widzów: 193 Sędzia główny: Kyoko Ugajin |
| Godzina: 13:00 | 10 min. kar |                 | 4 min. kar                                          | Widzów: 193 Sędzia główny: Kyoko Ugajin |

| 4 kwietnia 2015 | Chorwacja | 1:12 | Kazachstan | Dumfries Ice Bowl, Dumfries |

| Szczegóły      | Szczegóły                     | Szczegóły       | Szczegóły | Szczegóły                              |
| -------------- | ----------------------------- | --------------- | --- | -------------------------------------- |
| Godzina: 16:30 | D. Krušelj Posavec (PP) 48:19 | (0:5, 0:5, 1:2) | 09:26 (PP) P. Aszimowa 12:45 (EQ) M. Ryspek 14:31 (EQ) M. Tursynowa 16:47 (PP) Z. Tuchtiewa 19:02 (SH) Z. Tuchtiewa 23:35 (EQ) Z. Tuchtiewa 24:54 (EQ) X. Buszujewa 26:00 (EQ) G. Nurgaliewa 33:46 (EQ) A. Chamimuldinowa 36:23 (EQ) X. Buszujewa 51:16 (EQ) X. Buszujewa 59:56 (PP) P. Aszimowa | Widzów: 215 Sędzia główny: Jana Zujewa |
| Godzina: 16:30 | 8 min. kar                    |                 | 10 min. kar | Widzów: 215 Sędzia główny: Jana Zujewa |

| 4 kwietnia 2015 | Polska | 0:4 | Wielka Brytania | Dumfries Ice Bowl, Dumfries |

| Szczegóły      | Szczegóły  | Szczegóły       | Szczegóły                                                                          | Szczegóły                                  |
| -------------- | ---------- | --------------- | ---------------------------------------------------------------------------------- | ------------------------------------------ |
| Godzina: 20:00 |            | (0:1, 0:0, 0:3) | 13:30 (PP) J-L. Bloom 47:27 (EQ) P. Henry 55:16 (EQ) L. Ganney 59:50 (EQ) S. Allen | Widzów: 723 Sędzia główny: Radka Růžičková |
| Godzina: 20:00 | 4 min. kar |                 | 10 min. kar                                                                        | Widzów: 723 Sędzia główny: Radka Růžičková |

| 5 kwietnia 2015 | Korea Południowa | 13:0 | Chorwacja | Dumfries Ice Bowl, Dumfries |

| Szczegóły      | Szczegóły | Szczegóły       | Szczegóły  | Szczegóły                                    |
| -------------- | --- | --------------- | ---------- | -------------------------------------------- |
| Godzina: 13:00 | Park J. (SH) 04:59 Ahn K. (PP) 08:44 Jo S. (EQ) 23:31 Park J. (EQ) 24:34 Jo S. (EQ) 25:29 Park J. (EQ) 31:37 Jo S. (EQ) 34:43 Han S. (EQ) 39:01 Ahn K. (EQ) 45:36 Ahn K. (EQ) 48:21 Ko H. (EA) 48:54 Lee M. (EQ) 57:51 Park J. (EQ) 58:32 | (2:0, 6:0, 5:0) |            | Widzów: 103 Sędzia główny: Kristine Morrison |
| Godzina: 13:00 | 4 min. kar |                 | 6 min. kar | Widzów: 103 Sędzia główny: Kristine Morrison |

| 5 kwietnia 2015 | Polska | 3:2 pk. | Nowa Zelandia | Dumfries Ice Bowl, Dumfries |

| Szczegóły      | Szczegóły                                                             | Szczegóły                 | Szczegóły                                         | Szczegóły                               |
| -------------- | --------------------------------------------------------------------- | ------------------------- | ------------------------------------------------- | --------------------------------------- |
| Godzina: 16:30 | K. Wieczorek (EQ) 39:56 M. Czaplik (EQ) 46:15 K. Wieczorek (SO) 65:00 | (0:2, 1:0, 1:0, 0:0, 1:0) | 07:59 (EQ) A. Thakker 15:44 (EQ) J. Horner-Pascoe | Widzów: 152 Sędzia główny: Kyoko Ugajin |
| Godzina: 16:30 | 6 min. kar                                                            |                           | 10 min. kar                                       | Widzów: 152 Sędzia główny: Kyoko Ugajin |

| 5 kwietnia 2015 | Kazachstan | 2:0 | Wielka Brytania | Dumfries Ice Bowl, Dumfries |

| Szczegóły      | Szczegóły                                       | Szczegóły       | Szczegóły  | Szczegóły                              |
| -------------- | ----------------------------------------------- | --------------- | ---------- | -------------------------------------- |
| Godzina: 20:00 | M. Tursynowa (EQ) 21:47 O. Konyszewa (EQ) 43:31 | (0:0, 1:0, 1:0) |            | Widzów: 718 Sędzia główny: Jana Zujewa |
| Godzina: 20:00 | 4 min. kar                                      |                 | 4 min. kar | Widzów: 718 Sędzia główny: Jana Zujewa |

Tabela
| Lp | Zespół           | M | Z | Zd | Pd | P | G+ | G- | +/- | Pkt |
| -- | ---------------- | - | - | -- | -- | - | -- | -- | --- | --- |
| 1  | Kazachstan       | 5 | 5 | 0  | 0  | 0 | 30 | 2  | +28 | 15  |
| 2  | Wielka Brytania  | 5 | 4 | 0  | 0  | 1 | 23 | 5  | +18 | 12  |
| 3  | Korea Południowa | 5 | 2 | 1  | 0  | 2 | 21 | 8  | +13 | 8   |
| 4  | Polska           | 5 | 1 | 1  | 1  | 2 | 17 | 17 | 0   | 6   |
| 5  | Chorwacja        | 5 | 1 | 0  | 0  | 4 | 9  | 45 | -36 | 3   |
| 6  | Nowa Zelandia    | 5 | 0 | 0  | 1  | 4 | 5  | 28 | -27 | 1   |

      = awans do I dywizji, grupa B       = pozostanie w II dywizji, grupy A       = spadek do II dywizji, grupy B
Statystyki indywidualne
- Klasyfikacja strzelców:  Karolina Późniewska i  Park Jong-ah - 7 bramek
- Klasyfikacja asystentów:  Alena Fux - 12 asyst
- Klasyfikacja kanadyjska:  Alena Fux - 14 punktów
- Klasyfikacja skuteczności interwencji bramkarzy[3]:  Aiżan Rauszanowa - 98,94%

Nagrody indywidualne
Dyrektoriat turnieju wybrał trójkę najlepszych zawodników na każdej pozycji:
- Bramkarz:  Nicole Jackson
- Obrońca:  Jodie-Leigh Bloom
- Napastnik:  Alena Fux

## Grupa B
| Sędziowie główni - Nikoleta Celárová - Jelena Iwanowa - Liu Chunhua - Ulrike Winklmayr | Liniowi - Trine Phillipsen - Joanna Pobożniak - Oksana Szestakowa - Viera Šilhavíková - Olga Steinberg - Tereza Štreitová - Cathrine Vestheim |

Wyniki
| 7 marca 2015 | Meksyk | 1:2 pk. | Islandia | Pabellón de Hielo, Jaca |

| Szczegóły      | Szczegóły             | Szczegóły                 | Szczegóły                                                   | Szczegóły                              |
| -------------- | --------------------- | ------------------------- | ----------------------------------------------------------- | -------------------------------------- |
| Godzina: 13:00 | R. Hurtado (EQ) 22:31 | (0:0, 1:0, 0:1, 0:0, 0:1) | 51:46 (EQ) S. Björgvinsdóttir 65:00 (SO) S. Björgvinsdóttir | Widzów: 200 Sędzia główny: Liu Chunhua |
| Godzina: 13:00 | 4 min. kar            |                           | 6 min. kar                                                  | Widzów: 200 Sędzia główny: Liu Chunhua |

| 7 marca 2015 | Słowenia | 13:2 | Belgia | Pabellón de Hielo, Jaca |

| Szczegóły      | Szczegóły   | Szczegóły       | Szczegóły   | Szczegóły                                 |
| -------------- | ----------- | --------------- | ----------- | ----------------------------------------- |
| Godzina: 16:30 |             | (8:1, 1:0, 4:1) |             | Widzów: 250 Sędzia główny: Jelena Iwanowa |
| Godzina: 16:30 | 14 min. kar |                 | 10 min. kar | Widzów: 250 Sędzia główny: Jelena Iwanowa |

| 7 marca 2015 | Hiszpania | 4:1 | Australia | Pabellón de Hielo, Jaca |

| Szczegóły      | Szczegóły   | Szczegóły      | Szczegóły   | Szczegóły                                     |
| -------------- | ----------- | -------------- | ----------- | --------------------------------------------- |
| Godzina: 20:00 |             | (0:1 3:0, 1:0) |             | Widzów: 1500 Sędzia główny: Nikoleta Celárová |
| Godzina: 20:00 | 10 min. kar |                | 18 min. kar | Widzów: 1500 Sędzia główny: Nikoleta Celárová |

| 8 marca 2015 | Belgia | 0:5 | Meksyk | Pabellón de Hielo, Jaca |

| Szczegóły      | Szczegóły   | Szczegóły       | Szczegóły   | Szczegóły                                   |
| -------------- | ----------- | --------------- | ----------- | ------------------------------------------- |
| Godzina: 13:00 |             | (0:3, 0:1, 0:1) |             | Widzów: 65 Sędzia główny: Nikoleta Celárová |
| Godzina: 13:00 | 18 min. kar |                 | 16 min. kar | Widzów: 65 Sędzia główny: Nikoleta Celárová |

| 8 marca 2015 | Australia | 0:3 | Islandia | Pabellón de Hielo, Jaca |

| Szczegóły      | Szczegóły   | Szczegóły       | Szczegóły   | Szczegóły                                 |
| -------------- | ----------- | --------------- | ----------- | ----------------------------------------- |
| Godzina: 16:30 |             | (0:3, 0:0, 0:0) |             | Widzów: 135 Sędzia główny: Jelena Iwanowa |
| Godzina: 16:30 | 10 min. kar |                 | 10 min. kar | Widzów: 135 Sędzia główny: Jelena Iwanowa |

| 8 marca 2015 | Słowenia | 3:1 | Hiszpania | Pabellón de Hielo, Jaca |

| Szczegóły      | Szczegóły   | Szczegóły       | Szczegóły   | Szczegóły                                    |
| -------------- | ----------- | --------------- | ----------- | -------------------------------------------- |
| Godzina: 20:00 |             | (1:1, 2:0, 0:0) |             | Widzów: 1000 Sędzia główny: Ulrike Winklmayr |
| Godzina: 20:00 | 10 min. kar |                 | 29 min. kar | Widzów: 1000 Sędzia główny: Ulrike Winklmayr |

| 10 marca 2015 | Australia | 3:0 | Belgia | Pabellón de Hielo, Jaca |

| Szczegóły      | Szczegóły  | Szczegóły       | Szczegóły   | Szczegóły                                   |
| -------------- | ---------- | --------------- | ----------- | ------------------------------------------- |
| Godzina: 13:00 |            | (1:0, 1:0, 1:0) |             | Widzów: 120 Sędzia główny: Ulrike Winklmayr |
| Godzina: 13:00 | 6 min. kar |                 | 10 min. kar | Widzów: 120 Sędzia główny: Ulrike Winklmayr |

| 10 marca 2015 | Słowenia | 0:3 | Meksyk | Pabellón de Hielo, Jaca |

| Szczegóły      | Szczegóły  | Szczegóły       | Szczegóły                                                      | Szczegóły                             |
| -------------- | ---------- | --------------- | -------------------------------------------------------------- | ------------------------------------- |
| Godzina: 16:30 |            | (0:1, 0:0, 0:2) | 10:08 (EQ) C. Tellez 40:30 (PP) M. Arroyo 54:41 (PP) C. Tellez | Widzów: 87 Sędzia główny: Liu Chunhua |
| Godzina: 16:30 | 8 min. kar |                 | 10 min. kar                                                    | Widzów: 87 Sędzia główny: Liu Chunhua |

| 10 marca 2015 | Hiszpania | 5:4 pk. | Islandia | Pabellón de Hielo, Jaca |

| Szczegóły      | Szczegóły   | Szczegóły                 | Szczegóły   | Szczegóły                                 |
| -------------- | ----------- | ------------------------- | ----------- | ----------------------------------------- |
| Godzina: 20:00 |             | (2:0, 1:0, 1:1, 0:0, 1:0) |             | Widzów: 600 Sędzia główny: Jelena Iwanowa |
| Godzina: 20:00 | 14 min. kar |                           | 14 min. kar | Widzów: 600 Sędzia główny: Jelena Iwanowa |

| 12 marca 2015 | Islandia | 2:7 | Słowenia | Pabellón de Hielo, Jaca |

| Szczegóły      | Szczegóły  | Szczegóły       | Szczegóły   | Szczegóły                              |
| -------------- | ---------- | --------------- | ----------- | -------------------------------------- |
| Godzina: 13:00 |            | (1:0, 0:3, 1:4) |             | Widzów: 110 Sędzia główny: Liu Chunhua |
| Godzina: 13:00 | 10 mn. kar |                 | 10 min. kar | Widzów: 110 Sędzia główny: Liu Chunhua |

| 12 marca 2015 | Meksyk | 1:3 | Australia | Pabellón de Hielo, Jaca |

| Szczegóły      | Szczegóły   | Szczegóły       | Szczegóły  | Szczegóły                                   |
| -------------- | ----------- | --------------- | ---------- | ------------------------------------------- |
| Godzina: 16:30 |             | (1:0, 0;2, 0:1) |            | Widzów: 218 Sędzia główny: Ulrike Winklmayr |
| Godzina: 16:30 | 12 min. kar |                 | 6 min. kar | Widzów: 218 Sędzia główny: Ulrike Winklmayr |

| 12 marca 2015 | Belgia | 0:3 | Hiszpania | Pabellón de Hielo, Jaca |

| Szczegóły      | Szczegóły   | Szczegóły       | Szczegóły  | Szczegóły                                    |
| -------------- | ----------- | --------------- | ---------- | -------------------------------------------- |
| Godzina: 20:00 |             | (0:0, 0:0, 0:3) |            | Widzów: 650 Sędzia główny: Nikoleta Celárová |
| Godzina: 20:00 | 20 min. kar |                 | 8 min. kar | Widzów: 650 Sędzia główny: Nikoleta Celárová |

| 13 marca 2015 | Australia | 1:5 | Słowenia | Pabellón de Hielo, Jaca |

| Szczegóły      | Szczegóły   | Szczegóły       | Szczegóły   | Szczegóły                                    |
| -------------- | ----------- | --------------- | ----------- | -------------------------------------------- |
| Godzina: 13:00 |             | (0:1, 0:4, 1:0) |             | Widzów: 100 Sędzia główny: Nikoleta Celárová |
| Godzina: 13:00 | 10 min. kar |                 | 39 min. kar | Widzów: 100 Sędzia główny: Nikoleta Celárová |

| 13 marca 2015 | Islandia | 2:3 pd. | Belgia | Pabellón de Hielo, Jaca |

| Szczegóły      | Szczegóły  | Szczegóły            | Szczegóły   | Szczegóły                                   |
| -------------- | ---------- | -------------------- | ----------- | ------------------------------------------- |
| Godzina: 16:30 |            | (0:0, 1:2, 1:1, 0:1) |             | Widzów: 150 Sędzia główny: Ulrike Winklmayr |
| Godzina: 16:30 | 2 min. kar |                      | 10 min. kar | Widzów: 150 Sędzia główny: Ulrike Winklmayr |

| 13 marca 2015 | Hiszpania | 2:3 | Meksyk | Pabellón de Hielo, Jaca |

| Szczegóły      | Szczegóły   | Szczegóły       | Szczegóły   | Szczegóły                                  |
| -------------- | ----------- | --------------- | ----------- | ------------------------------------------ |
| Godzina: 20:00 |             | (1:1, 0:0, 1:2) |             | Widzów: 1300 Sędzia główny: Jelena Iwanowa |
| Godzina: 20:00 | 14 min. kar |                 | 14 min. kar | Widzów: 1300 Sędzia główny: Jelena Iwanowa |

Tabela
| Lp | Zespół    | M | Z | Zd | Pd | P | G+ | G- | +/- | Pkt |
| -- | --------- | - | - | -- | -- | - | -- | -- | --- | --- |
| 1  | Słowenia  | 5 | 4 | 0  | 0  | 1 | 28 | 9  | +19 | 12  |
| 2  | Meksyk    | 5 | 3 | 0  | 1  | 1 | 13 | 7  | +6  | 10  |
| 3  | Hiszpania | 5 | 2 | 1  | 0  | 2 | 15 | 11 | +4  | 8   |
| 4  | Islandia  | 5 | 1 | 1  | 2  | 1 | 13 | 16 | -3  | 6   |
| 5  | Australia | 5 | 2 | 0  | 0  | 3 | 8  | 13 | -5  | 6   |
| 6  | Belgia    | 5 | 0 | 1  | 0  | 4 | 5  | 26 | -21 | 2   |

      = awans do II dywizji, grupa A       = pozostanie w II dywizji, grupy B       = spadek do kwalifikacji II dywizji
Statystyki indywidualne
- Klasyfikacja strzelców:  Pia Pren - 9 bramek
- Klasyfikacja asystentów:  Tamara Lepir - 7 asyst
- Klasyfikacja kanadyjska:  Pia Pren i  Tamara Lepir - 11 punktów
- Klasyfikacja skuteczności interwencji bramkarzy:  Monica Renteria 94.31%[7]

Nagrody indywidualne
Dyrektoriat turnieju wybrał trójkę najlepszych zawodników na każdej pozycji:
- Bramkarz:  Monica Renteria
- Obrońca:  Vanesa Abrisqueta
- Napastnik:  Pia Pren

## Kwalifikacje - Grupa B
| Sędziowie główni - Ainslie Gardner - Etsuko Wada - Xu Jingwei | Liniowi - Fu Zhennan - Lee Kyung-sun - Alicia Thomasen - Yuka Tochigi - Wang Hui |

Wyniki
| 18 lutego 2015 | Bułgaria | 3:11 | Turcja | Hong Kong Mega Ice, Hongkong |

| Szczegóły      | Szczegóły | Szczegóły       | Szczegóły | Szczegóły                                  |
| -------------- | --------- | --------------- | --------- | ------------------------------------------ |
| Godzina: 15:00 |           | (2:3, 0:5, 1:3) |           | Widzów: 338 Sędzia główny: Ainslie Gardner |

| 18 lutego 2015 | Południowa Afryka | 3:4 | Hongkong | Hong Kong Mega Ice, Hongkong |

| Szczegóły      | Szczegóły | Szczegóły       | Szczegóły | Szczegóły                              |
| -------------- | --------- | --------------- | --------- | -------------------------------------- |
| Godzina: 18:30 |           | (1:1, 0:2, 2:1) |           | Widzów: 418 Sędzia główny: Etsuko Wada |

| 19 lutego 2015 | Południowa Afryka | 6:0 | Bułgaria | Hong Kong Mega Ice, Hongkong |

| Szczegóły      | Szczegóły | Szczegóły       | Szczegóły | Szczegóły                             |
| -------------- | --------- | --------------- | --------- | ------------------------------------- |
| Godzina: 15:00 |           | (1:0, 1:0, 4:0) |           | Widzów: 448 Sędzia główny: Xu Jingwei |

| 19 lutego 2015 | Turcja | 4:1 | Hongkong | Hong Kong Mega Ice, Hongkong |

| Szczegóły      | Szczegóły | Szczegóły       | Szczegóły | Szczegóły                                  |
| -------------- | --------- | --------------- | --------- | ------------------------------------------ |
| Godzina: 18:30 |           | (1:0, 1:0, 2:1) |           | Widzów: 505 Sędzia główny: Ainslie Gardner |

| 21 lutego 2015 | Hongkong | 5:1 | Bułgaria | Hong Kong Mega Ice, Hongkong |

| Szczegóły      | Szczegóły | Szczegóły       | Szczegóły | Szczegóły                             |
| -------------- | --------- | --------------- | --------- | ------------------------------------- |
| Godzina: 15:00 |           | (1:1, 2:0, 2:0) |           | Widzów: 480 Sędzia główny: Xu Jingwei |

| 21 lutego 2015 | Turcja | 8:4 | Południowa Afryka | Hong Kong Mega Ice, Hongkong |

| Szczegóły      | Szczegóły | Szczegóły       | Szczegóły | Szczegóły                              |
| -------------- | --------- | --------------- | --------- | -------------------------------------- |
| Godzina: 18:30 |           | (3:0, 5:2, 0:2) |           | Widzów: 476 Sędzia główny: Etsuko Wada |

Tabela
| Lp | Zespół            | M | Z | Zd | Pd | P | G+ | G- | +/- | Pkt |
| -- | ----------------- | - | - | -- | -- | - | -- | -- | --- | --- |
| 1  | Turcja            | 3 | 3 | 0  | 0  | 0 | 23 | 8  | +15 | 9   |
| 2  | Hongkong          | 3 | 2 | 0  | 0  | 1 | 10 | 8  | +2  | 6   |
| 3  | Południowa Afryka | 3 | 1 | 0  | 0  | 2 | 13 | 12 | +1  | 3   |
| 4  | Bułgaria          | 3 | 0 | 0  | 0  | 3 | 4  | 22 | -18 | 0   |

      = awans do II dywizji, grupa B